# Papilio lowi
Papilio lowi – gatunek motyla dziennego z rodziny paziowatych (Papilionidae). Jego naturalnym obszarem występowania są wyspy Azji Południowo-Wschodniej – Borneo (Indonezja), Balabac i Palawan (Filipiny). Rozpiętość skrzydeł osobników tego gatunku może osiągnąć od 9 do ponad 12 cm. Larwy żywią się roślinami cytrusowymi, natomiast dorosłe motyle nektarem kwiatowym. Papilio lowi jest dymorficzny płciowo.